# سیاوش محمودی
سیاوش محمودی (۱۸ دی ۱۳۸۴ _ ۳۰ شهریور ۱۴۰۱) شهروند و معترض ایرانی بود که در جریان خیزش ۱۴۰۱ ایران در ۳۰ شهریور ۱۴۰۱ به‌دست نیروهای امنیتی جمهوری اسلامی کشته شد.

## کشته‌شدن
در ۳۰ شهریور ۱۴۰۱ سیاوش محمودی در محلهٔ نازی‌آباد با شلیک نیروهای حکومتی نظام جمهوری اسلامی به پشت سرش کشته شد. لیلا مهدوی، مادر سیاوش محمودی در فضای مجازی گزارش داد که در جریان اعتراضات روز ۳۰ شهریور ۱۴۰۱ سیاوش محمودی به مادرش گفته که بیرون می‌رود اما دیگر بازنگشته. او گفت وقتی آن روز برای یافتن پسرش بیرون رفته یکی از نیروهای بسیج، او را با باتون زده است. در نهایت در ۳۱ شهریور ۱۴۰۱ لیلا مهدوی متوجه شد که فرزندش کشته شده است.

## واکنش‌ها
- در ۹ آبان ۱۴۰۱، رضا پهلوی در پیامی با اشاره به فرارسیدن چهلمین روز قتل سیاوش محمودی، او را سیاوش وطن نامید.[۴]
- در مراسم چهلم سیاوش محمودی در ۱۰ آبان ۱۴۰۱ در بهشت زهرا که با حضور خانواده او و شماری از مردم برگزار شد، مردم حاضر در مراسم با شعارهای ضد حکومتی یاد کشته‌شدگان را گرامی داشتند.[۵]
- در ۳ اردیبهشت ۱۴۰۲ مادر سیاوش محمودی به نام او در میدان آزادی نهال کاشت.[۶]